# シベリアノロジカ
シベリアノロジカ（Capreolus pygargus）は、哺乳綱鯨偶蹄目シカ科ノロ属に分類される哺乳類。
ノロジカよりも体が大きい。角はノロジカに似るが、より大きく、分岐も多い傾向がある。
中央アジア、極東の温帯地帯に分布する。